# Wiesław Paradowski
Wiesław Paradowski (ur. 19 lutego 1973) – polski lekkoatleta, specjalizujący się w biegach średniodystansowych.

## Osiągnięcia
- Mistrzostwa Polski seniorów w lekkoatletyce
  - Kielce 1993 – srebrny medal w biegu na 800 m, srebrny medal w sztafecie 4 × 400 m
  - Piła 1994 – brązowy medal w biegu na 800 m
  - Bydgoszcz 1997 – brązowy medal w biegu na 1500 m
  - Wrocław 1998 – brązowy medal w biegu na 800 m
  - Kraków 1999 – srebrny medal w biegu na 1500 m
- Halowe mistrzostwa Polski seniorów w lekkoatletyce
  - Spała 1994 – brązowy medal w biegu na 800 m
  - Spała 1995 – złoty medal w biegu na 800 m
  - Spała 1997 – brązowy medal w biegu na 800 m
- Memoriał Janusza Kusocińskiego
  - Warszawa 1998 – III miejsce w biegu na 800 m

## Rekordy życiowe
- bieg na 800 metrów
  - stadion – 1:47,14 (Sopot 1998)
  - hala – 1:50,25 (Spała 1997)
- bieg na 1500 metrów
  - stadion – 3:41,16 (Kraków 1999)